# Richard Schenkman
Richard Schenkman (ur. 6 marca 1958 w Nowym Jorku) – amerykański filmowiec.

## Życiorys
Był pracownikiem MTV. Następnie zaczął pracować jako reżyser, scenarzysta i producent filmowy, a okazjonalnie także aktor. Największą rozpoznawalność przyniosło mu wyreżyserowanie filmu Człowiek z Ziemi.

## Filmografia
- 1987 - SNAFU: The World's Screwiest Foul-Ups! (reżyseria)
- 1992 - Playboy: Playmates in Paradise (reżyseria)
- 1993 - Playboy: International Playmates (reżyseria, scenariusz)
- 1993 - Anioł 4: Śmiercionośna broń (reżyseria)
- 1994 - Lusty Liaisons (współreżyser)
- 1994 - Lusty Liaisons II (współreżyser)
- 1995 - The Pompatus of Love (reżyseria, scenariusz)
- 1998 - Went to Coney Island on a Mission from God... Be Back by Five (reżyseria)
- 1998 - 22 października (reżyseria)
- 2000 - Kolęda primadonny (reżyseria)
- 2006 - Muckraker! (reżyseria)
- 2007 - Potem przyszła miłość (reżyseria)
- 2007 - Człowiek z Ziemi (reżyseria)
- 2012 - Abraham Lincoln kontra zombie (reżyseria, scenariusz)
- 2013 - 100 stopni poniżej zera (scenariusz)
- 2013 - Zgorszenie nocy (reżyseria, scenariusz)
- 2017 - The Man from Earth: Holocene (reżyseria)